# Häxprocessen i Mora

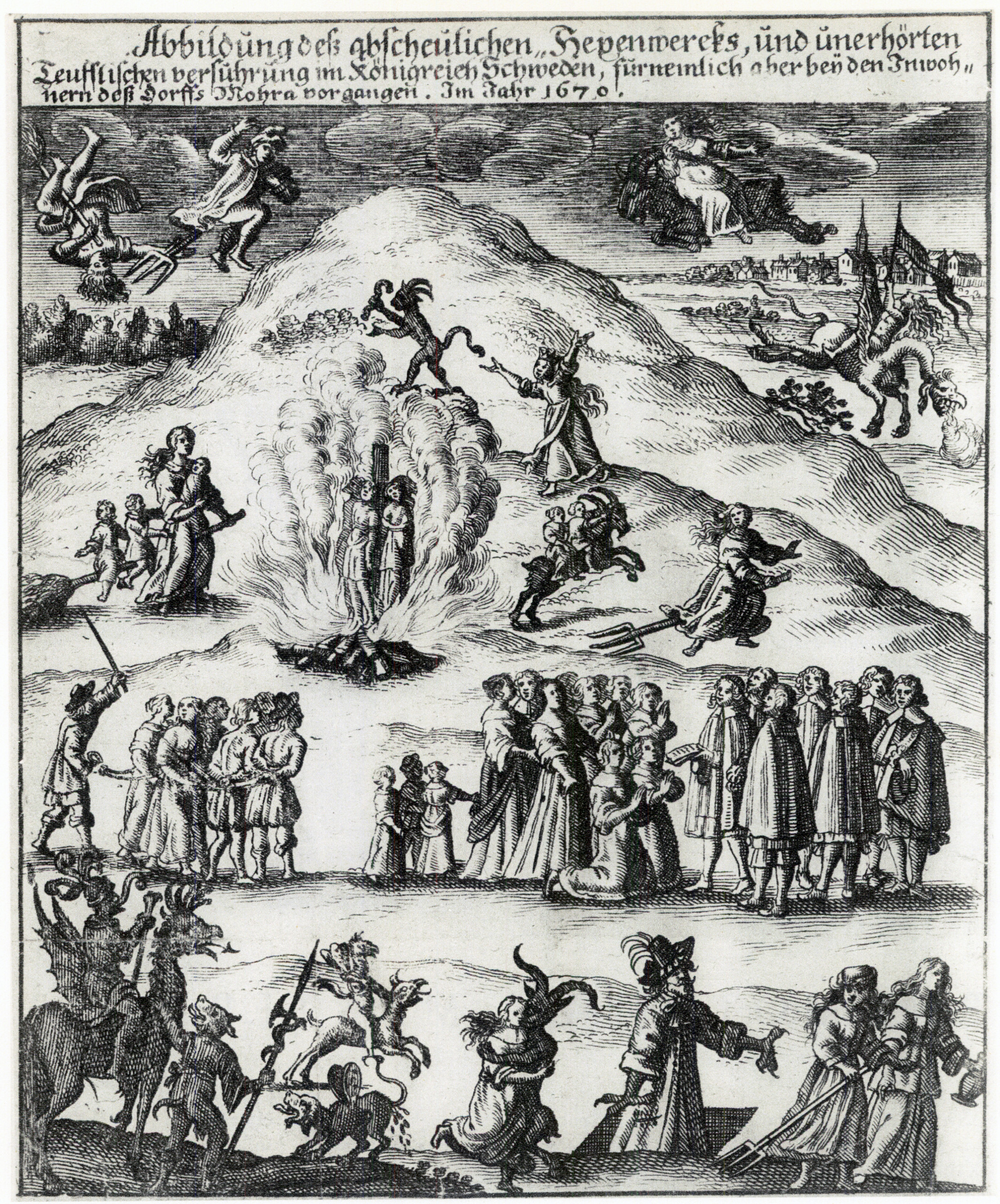
Den tyska illustrationen av häxprocessen i Mora från 1670. Illustrationen visar felaktigt hur de dömda bränns levande på bål; detta var en vanlig avrättningsmetod under häxprocesser i Tyskland, men förekom ej i Mora.

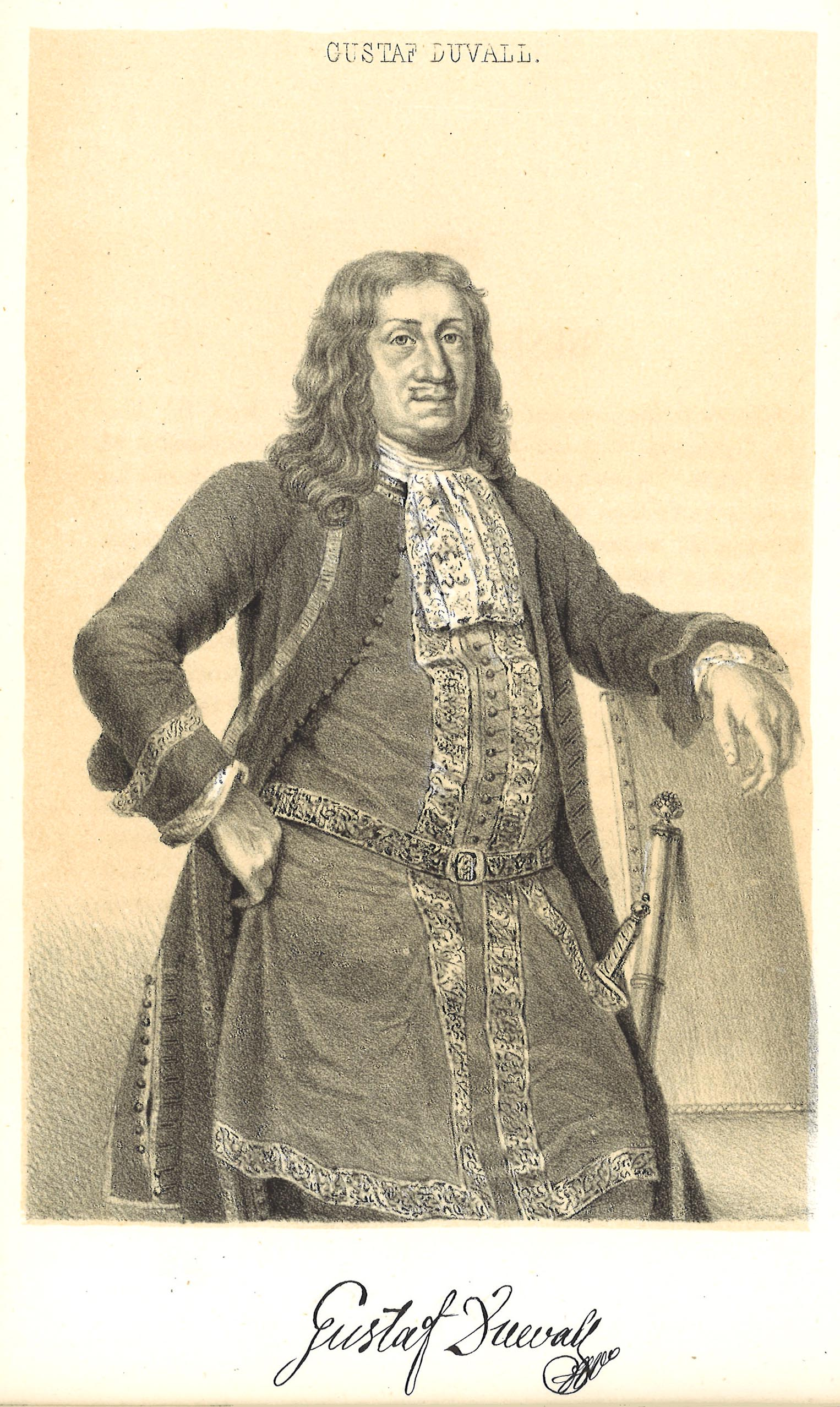
Duwall, Gustaf (ur Svenska landtmarskalkar)

Häxprocessen i Mora och Älvdalen ägde rum i Mora och Älvdalen mellan 1668 och 1672. Den resulterade i avrättningen av omkring tio personer i Älvdalen, och ytterligare sjutton personer i Mora. Det var den tredje största häxprocessen under det stora oväsendet, räknat efter antalet avrättningar; efter Torsåker och Härnösand-Säbrå. Den spelar en stor roll för utvecklingen av det stora oväsendets masshysteri, som den första i raden av häxprocesser under en flera år lång häxjakt.  
Häxprocessen mot Märet Jonsdotter och de andra fick ryktesspridning att sprida sig i grannbygderna. Det handlade om barn som blev bortförda till Satan på Blåkulla av häxor där de döpts och invigts till Djävulens tjänst. Människor som redan misstänktes för trolldom pekades ut som skyldiga. Det var en ren hysteri och utlöste den stora svenska häxjakten som kallats det stora oväsendet 1668–1676.
Processen i Mora är den mest kända svenska häxprocessen därför att det gjordes en berömd illustration av den i Tyskland året efter, som spreds i västvärlden, väckte stort uppseende och anses ha fått betydelse för häxprocesserna i Salem i Nordamerika 1692. Det är dock ingen korrekt bild; konstnären avbildade häxorna där de brändes levande på bål, därför att det var så de avrättades i Tyskland, medan de i själva verket halshöggs i Sverige.

## Häxprocessen i Älvdalen
Det så kallade trolldomsraseriet i Dalarna tycks ha börjat i Älvdalen, där det på våren 1668 började talas om "en jänta", Gertrud Svensdotter, som övade trolldom. Först tog kyrkoherden Lars Elvius hand om saken, och sedan ingrep länsmannen och höll förhör med flickan. Hon bekände då, såsom länsmannen rapporterade till fogden över Österdalarna, "mycket ynkeligen, så att håren resas på huvudet", att hon varit på Blåkulla och dit fört med sig många både från hemsocknen och från Härjedalen, "ja jämväl ock små lindebarn". Detta var dock bara början, trolldomen tycktes sprida sig snabbt och det hjälpte inte att kronobetjäningen slog den ena efter den andra av "trollpacket" i bojor och handklovar och satte dem i "sockenkistan" (häktet) under "stark vakt". Fogden över Österdalarna rapporterade till landshövding Gustaf Duwall att "likväl fara de bort till Blåkulla på kyrkoherdens kor, fördärva länsmans och annat gott folks boskap; och ingen vet, när de fara bort, eller när de komma igen, utan de sätta getter, sopekvastar och annat, vad de vilja, i sitt ställe i deras hamn" (i trollpackans mänskliga skepnad).
Fogden höll i juli 1668 förhör med de misstänkta över "den förskräckliga trolldomshandeln" och förhörde "karlar, hustrur, pigor, goss- och pigebarn" under förhör som redan från början verkar ha innefattat tortyr. Tjugotre personer sattes i häkte i Falun, men han rapporterade dock att trots att de kedjats och satts i kistor under bevakning kunde de fortsätta fara till Blåkulla på boskap tillhörande präster och rika bönder och ställde kvastar i djurens bås under tiden.
Då bönderna återkom från slåttern hölls extrating där omkring trettio personer ställdes inför rätta, varav arton dömdes till döden. Gyris Märet Erichsdotter dog i fängelset. Svea hovrätt upphävde fyra av domarna, eftersom de dömda var barn, fastställde de över sju som hade erkänt, friade Marit Mattsdotter (18 år), medan de övriga sex, fick villkorlig dödsdom eftersom de inte hade erkänt; det innebar att om de erkände vid avrättningsplatsen, övertygade av prästerna, skulle de avrättas, annars återföras till fängelset.
De värsta ogärningar som i handlingarna från hovrätten tillvitades trollpackorna var att de om natten tog små barn ur deras sängar och förde dem bort genom luften till Blåkulla. Satan lämnade dem nämligen ingen rast eller ro utan fick dem att ideligen föra nya "små enfaldige barn" till honom. Han "piskade och plågade dem att skaffa barn", och somliga trollpackor kunde komma till honom med ända upp till 15–16 stycken. Då fick barnen inte plats på packans "skjutshäst", utan hon satte en lång stång i ändan på kon eller geten som hon red på. Den smorde hon, och så bar det i väg: käringen på geten och barnen på stången.
Svårare var det att komma till rätta med de kvinnor som man inte lyckades få att bekänna, trots att det kunde anföras bevis i stil med att en anklagad "synes märkt av Satan i vänstra lilla fingret", och att en annan kvinna tydligt hade sett henne på Blåkulla "ibland 6 stycken andra pigor, vilken hon dock aldrig här på jorden utan allenast på Blåkulla förr sett hade." Flera av dem hade blivit sedda på Blåkulla av sina egna barn. Trots att barnen försökte att "mäkta klart och tydligt" överbevisa sin mor om detta, "med gråtandes tårar bedjandes modern för Jesu namns skull, att hon skulle nu bekänna sig", fortsatte kvinnorna att neka. Dessa kvinnor skulle enligt hovrättens resolution nekas nattvarden och ändå föras till avrättningsplatsen i tron att de skulle dö. Kvinnorna hotades på så sätt med en osalig död eftersom de förvägrades den syndaförlåtelse som nattvarden enligt den tidens åskådning ansågs ge även åt de grövsta av brottslingar.
Så snart de som bekänt sig skyldiga blivit avrättade skulle man göra ett nytt försök att frampressa bekännelse ur de andra genom allvarliga förespeglingar om vådan av att gå in i evigheten med oförlåtna synder. Om de då bekände, skulle de i alla fall undfå nattvarden innan de avrättades. "Men", skriver hovrätten, "de som uti stadigt förnekande framhärda, skola i fängelset återföras." Dessa anklagade vidhöll dock att de var oskyldiga och undkom därför dödsstraffet. De som vägrade erkänna var framför allt kvinnor i medelåldern, medan de som erkände och avrättades främst var äldre och yngre.

### De dömda i Älvdalen
De avrättade i Älvdalen 19 maj 1669 var:
1. Knopar Elin Knutsdotter, 70 år.
2. Lok eller Bland-Anna, 70 år.
3. Lasse Persson, (den enda mannen, s.k. trollkarlen), 20 år.
4. Bond Elin, 40 år.
5. Namn okänt, hustru till Jakob Andersson i Östermyckeläng.
6. Gålichs Anna Olsdotter, 17 år.
7. Brita Andersdotter, 17 år.

De som mottog villkorlig dödsdom var: 
1. Stor-Märet
2. Rijs Anna
3. Marit Nillsdotter
4. Kierstin Perssdotter
5. Mattis Michellsson
6. Brijta Michelsdotter
7. Karin på Äggen[4]

Fyra av dessa fälldes helt på vittnesmål av barn, Elin av sina döttrar (10 och 12 år). Lasse Persson hade angett många eftersom han blev torterad. Brita Andersdotter hade förmåtts erkänna genom att hållas vaken en hel natt då man hela tiden utfrågade henne. Olsdotter hade från början var ett av de så kallade "Barnvitterna". De femton barn som agerat vittnen piskades för att de varit i Blåkulla, även om de sågs som offer, dödsdomarna kungjordes sedan i predikstolarna, och häxhysterin spreds på så sätt vidare.
Bland de barn som dömdes fanns en tolvårig flicka som berättade att hon varit i Blåkulla "med sin läremoder Store Märit, bolat med satan, molkat pastoris hustru och hans barns preæceptorem etc.". En 14-årig pojke bekände "att hans fader, Joen skomakare, förde honom med sig till Blåkulla, medan han var helt liten, blev skuren i fingret av Satan". Två små flickor på sju år var säkra på att de hade varit i Blåkulla, men hade "intet stort kunnat fatta av trollkonsten" och "ingenting kunnat practicera av det som de andra gjort".
Fyrabarnsmamman Elin Jöransdotter, 40, bekände att hon varit i Blåkulla men vägrade medge att hon haft samlag med Satan; detta bekände däremot Pelle Marit Andersdotter (17), Biörs Anna Mattsdotter (21), Anna Dius (23), Gylechs Anna Ollsdotter (17) och Brita Andersdotter (20), medan Lars Persson (23) erkände att han haft samlag med Satans dotter.
Häxprocessen i Älvdalen drog dock ut på tiden. Flera personer inblandade i denna process satt fortsatt i häkte efter 1669, och behandlingen av deras fall slutfördes inte förrän tre år senare. 
Den 16 april 1672, dömdes trettiofyra personer, varav sju hade suttit fängslade sedan 1668. De flesta av dessa fick dock andra straff än dödsstraff. Stor-Märets syster Lill-Märet, Kerstin Halvarsdotter (eller Karin Halfwardsdotter) 32, Kerstins mor Påls Märet (eller Phåls-Malin Biörsdotter), 71, och Gertrud Olofsdotter tillhörde de som dömdes till döden tillsammans som Stor-Märet Jonsdotter. Av dessa var det bara Stor-Märet och Pål Märet som inte hade erkänt. Dessa avrättade på okänt datum före den 25 september 1672. Enligt uppgift ägde avrättningen rum på Spångmyrholmen. Undantaget var den gravida Kerstin, som fick sin avrättning uppskjuten tills hon hade fött sitt barn. Phåls-Karin Biörsdotter, Phåls Märets syster, fick också en dödsdom, men det är okänt om den utfördes: hon levde fortfarande i fängelset 17 februari 1673. Sammanlagt dömdes sju personer till döden i häxprocesserna i Härjedalen. 
De avrättade i Spångmyrholmen
1. Stor-Märet Jonsdotter, 28 år,
2. Lill-Märet Jonsdotter, 20 år, Stor-Märets syster
3. Kerstin Halvarsdotter (eller Karin Halfwardsdotter) 32 år (avrättningen uppskjuten på grund av graviditet),
4. Påls Märet Biörsdotter (eller Phåls-Malin Biörsdotter), 71 år, Kerstins mor,
5. Phåls-Karin Biörsdotter, Phåls Märets syster (avrättning uppskjuten)

## Häxprocessen i Mora
I mars 1669 kom häxhysterin till Mora. Situationen blev snart så allvarlig att myndigheterna inte visste hur de skulle kunna skaffa fängelserum och underhåll åt den mängd av kvinnor som anklagades. När Karl XI:s förmyndarregering i Stockholm fick höra detta blev de betänksamma, och riksdrotsen Per Brahe förordade mildare åtgärder, eftersom han ansåg att läget annars skulle förvärras ytterligare. Resultatet blev att landshövding Duwall erhöll en kunglig skrivelse i vilken prästerna anmodades att "med allvar och flit förmana sine åhörare till en rätt gudsdyrkan" samt varna dem för att låta sig förledas till trolldomssynd. Men regeringens försök att slå in på en humanare väg omöjliggjordes genom påtryckningarna från de vittnande barnens föräldrar.
I juni rapporterade fogden till landshövding Duwall att "Uti Älvdalen och Mora förförs de unga och barnen i stor myckenhet av de gamla trollpackorna till Djävulen", och då han i juni höll fjärdingsting i Mora fick han klagomål från föräldrar, som fick honom att sända en lista på trettiofem barn, som skulle ha bortförts, till Stockholm, med begäran om en trolldomskommission, för om inte "de gamla på behörigt sätt blev utrotade, så är befarandes att det går allt vidare än någon kan tro".
Lördag kväll den 12 augusti kom den nybildade Dalarnas trolldomskommission till Mora, och häxprocessen inleddes. Hälften av kommissionens medlemmar, sju stycken, var präster. Under fem dagar förhördes sextio vuxna och många barn från byarna omkring. Tyvärr är informationen dålig; den ansvarige skrivaren säger rent ut att han inte brytt sig om att anteckna så mycket eftersom bekännelserna är nästan likadana allihop och det inte var värt att slösa tid på att skriva ned. Det fanns så många anklagade att rättegången hölls på två ställen, i sockenstugan och i kaplansgården.
Rätten accepterade helst att folk som redan länge varit misstänkta för trolldom anklagades, och ryktet hade stor betydelse; då barnen pekade ut sergeant Dius Erik Eriksson, (52), frikändes han, liksom Per Eriksson, (30 år), därför att de hade gott rykte.
Morgonen den 23 augusti, efter nio dagars rättegång, dömdes 23 av de 60 misstänkta till döden för trolldom, avfall från Gud, förbund med djävulen och barnaförande. Femton av dessa skulle avrättas, men de övriga sex skulle sättas i fängelse eftersom rätten var osäker på deras skuld.

### De dömda i Mora
De dödsdömda:
1. Nisses Anna från Oxberg, 70 år.
2. Jerp Anna från Oxberg, 50 år.
3. Anders Perssons Anna från Selja, 50 år.
4. Sol Märet från Selja, Skinnar Oloff Johans hustru 58 år, Annas syster
5. Enghies Anders från Morkarlby (den enda mannen), 40 år.
6. "Gamla trollpackan" Finnes Anna från Morkarlby, 70 år.
7. Finnes Märet från Östnor eller Finns Marit i Öbua, 70 år, syster till Finnes Anna
8. Hära Kerstin från Vika, 79 år.
9. Butu Margareta från Våmhus, eller Margreta op i Myran, Butu Anders hustru, 50 år.
10. Hindrick Lasses Karin från Våmhus, 40 år.
11. Hollnus Olofs Brita från Våmhus, 36 år.
12. Ask Elin från Våmhus, 50 år.
13. Mårts Anna från Våmhus, 70 år.
14. Mats Hanssons Anna från Bonäs, 60 år.
15. Hede Hans Märet från Bonäs, 70 år.
16. Bäcke Pers Karin från Våmhus, Butu Margaretas dotter, 25 år (avrättningen uppskjuten på grund av graviditet).
17. Knubb Eriks Anna från Våmhus eller Hustru Anna Larsdotter, Mats Hanssons Wåmhuus, 35 år (avrättningen uppskjuten på grund av graviditet).

Sex personer dömdes till döden men fick sin avrättning tillsvidare uppskjuten pga oklara bekännelser, gott rykte och hopp om bättring:
1. Kiänne Cierstin i Blidberg
2. Boss Anna i Wester Mökläugk
3. Ilede Anna
4. Spiuth Brita
5. Nissa Elin i Gaarkergk
6. Cierstin, Sellie Lars Hanssons Hustru

Ytterligare personer dömdes till andra straff, så som fängelse och böter eller tillsvidare husarrest under under övervakning på sitt eller en familjemedlems ord och egendom i pant med hot om konfiskation om de lämnade bygden: 
1. Björss Anna i Oxbergh
2. Pelles Marit i Oxbergh, "Olof Matsson i Caution. Såsom och setter hon sjelf sin egendom i underpant j Löst och Fast"
3. Anna, Knubb Erichs Hustro i Wåmuts
4. Marit, Mårten Anderssons Hustru, "Hennes man Olof Andersson Caverar vijd sin lijfs - och Egendombs - Pligt"
5. Knoss Marit i Gopshuuss
6. Sven Matsson i Sellia
7. Anna, Diuuss Peders dotter
8. Stenis Anna , Nils dotter i Wijka
9. Karin Nills dotter
10. Marit Nills dotter
11. Arfveds Margreta Lars dotter i Morkaleby
12. Anders Larsson i Oxbergh "Fadren Lars Larsson caverar"
13. Maret Erichsdotter, "Mannen Erich Erichsson i Caution vijd Lijff och Gods"
14. Ehlijn Lars dotter Sahl. Felllväbels hustro i Gopsshuns, "Erich Erichsson Caverar och all hennes egendomb setts i underpant"
15. Sven Larsson i Gopsshuus
16. Engie Anna, Enkia i Morkarlhy, "Setter all sin egendomb j löst och fast j underpant"

### Avrättningen i Mora
Massavrättningen utfördes 24 augusti 1669. Vädret var mycket fint den dagen. De skulle halshuggas, varefter deras lik skulle brännas på bål offentligt. "Synderskorna gick alla fort, utom de båda sista, som började något jämra och gruva sig, dock sådant utan uppehåll av exekutionen". Bålen hade ställts upp mitt emot kyrkan på en sandudde på andra sidan älven. Därefter halshöggs de med yxa, fjorton kvinnor och en man, varefter deras lik lyftes upp på bålen "först sju på det första bålet, fem på det andra, tre på det tredje, ett gräsligt spektakel", och brändes.
148 barn piskades med ris mellan sex och trettio gånger och en pojke fick löpa gatlopp mellan de andra sockenpojkarna. Dagen därpå lämnade kommissionen Mora. Ytterligare sex kvinnor blev senare avrättade.

### Efterdyningar
Emellertid var Moraborna inte nöjda med de avrättningar som ägt rum utan ondgjordes över att några av "trollsällskapet" tills vidare satts på fri fot. Prästen Skagge klagade över de sex som satt i fängelse i Falun i ett brev till landshövdingen: "Här höres skrän, gråt och klagan, både av föräldrar och barn. Herre Gud näpse Satan och göra häruppå en nådig och faderlig utgång".
Folket begärde via Skragge att även de tills vidare frigivna skulle få "sitt förtjänta straff", för "eljest bliver bär ingen fred: Satan trugar sina; de slippa honom intet, så länge de leva". Föräldrarna klagade att deras oskyldiga barn alltjämt blev "av detta djävulens parti jämmerligen förde, slagne – någre till döds – och gräseligen hanterade". Fogden över Österdalarna instämde i allmogens åsikt om behovet av de strängaste åtgärder och meddelade sin mening att "barnen aldrig bliva fria, förr än de gamla alldeles utrotas". Samtidigt inrapporterade han att häxeriet nu utbredde sig till Orsa, Rättviks och Åls socknar. Regeringen var splittrad i frågan. Riksmarsken Carl Gustav Wrangel ansåg att hela trolldomsväsendet var tomma inbillningsfoster och tillade att han i Pommern gjort erfarenheten att ju mer man bråkade med saken, desto värre blev den. "Låter man det bliva orört", sade han, "lär det upphöra av sig själv." Men de övriga riksråden ansåg att en ny kommission måste förordnas, och därvid blev det.

#### Andra processen i Mora
I december 1669 stod sextio människor anklagade på nytt och landshövding Duwall var denna gång själv ordförande i domstolen. Bland vittnena utmärkte sig särskilt en pojke vid namn Pers Per Olofsson, som uppträdde med stor tvärsäkerhet och sade sig kunna se vilka som var trollkärringar. 
Men de lokala myndigheterna började tröttna; "ju mera och hårdare man härutinnan förfarer, ju farligare utseende haver det", skrev landshövdingen, och "desto mörkare synes det för mina ögon vilja bliva att skilja den skyldige från den oskyldige". I denna nya häxprocess blev därför ingen dömd till strängare än piskning. 
I februari 1670 klagar dock landshövdingen: "överallt är detta nu det ordinarie samtalet uti deras samvister och sällskap", och häxhysterin sades sprida sig som eld i torrt gräs. Präster skrev till landshövdingen och bad om nya häxprocesser, men han vägrade och sade att det räckte att låsa in de misstänkta och predika för dem morgon och kväll.
Regeringen i Stockholm gav 1670 order om att en särskild bön, häxbönen, skulle hållas i landets kyrkor. Åtgärden tycks ha haft gynnsamma följder, för situationen lugnade ned sig både Älvdalen och Mora. Däremot tillväxte den i andra socknar, vilket fick Duwall att utfärda en befallning att "de argaste och mest beryktade" kvinnorna skulle förvaras hemma i sina socknar och bevakas i ett hus nära kyrkan. Prästerna skulle varje morgon och kväll besöka dem och "medelst innerlig bön och trogen förmaning söka omvända dem till Gud och återföra dem på den rätta vägen". 
Samtidigt fick prästerna en särskild förmaning "att esomoftast resa omkring i sina församlingar och varjom och enom av sina åhörare till en sann gudsdyrkan troligen förmana och inråda, varigenom denna svåra frestelsen och hårda landsplåga, näst Guds tillhjälp och nådiga bistånd, förmodeligen lärer kunna övervinnas".

#### De sista processerna i Dalarna
Från allmogens sida uppfattades dock dessa åtgärder som bristande nit från överhetens sida. Riksförmyndarna tvingades ge efter för folkopinionen och återigen tillsätta en trolldomskommission. Denna gång började rannsakningen i Rättvik, där den nya myndigheten i januari 1671 var färdig med tre dödsdomar. De 51 personer som gjort sig skyldiga till mindre brott dömdes till ris, gatlopp, uppenbar skrift eller böter. 
Därefter for kommissionen till Orsa, där dödsdomar avkunnades över nio personer. Mora och Älvdalen gick inte heller fria från avrättningar. I Mora fälldes tre och i Älvdalen två dödsdomar. 
Slutligen avrättades under häxprocessen i Leksand åtta kvinnor på det berg som sedan dess bär namnet Käringberget. 
Genom ett nitiskt arbete från de mer sansade inom prästerskapet för att bringa folket, till besinning avtog därefter trolldomsraseriet efter hand. Under 1672 och 1763 fälldes i Dalarna endast en dödsdom för häxeri.

## Eftermäle
2022 invigdes ett minnesmärke över häxprocessen i Mora.
I juni 2025 upprättades ett minnesmärke över häxprocessen i Älvdalen.